# Anopheles koreicus
Anopheles koreicus este o specie de țânțari din genul Anopheles, descrisă de Yamada și Watanabe în anul 1918. Conform Catalogue of Life specia Anopheles koreicus nu are subspecii cunoscute.